# Gouvernement Kekkonen I
République de Finlande
Fagerholm I Kekkonen II
Le gouvernement Kekkonen I est le 33ème gouvernement de la République de Finlande,.
Le gouvernement a duré 17 mars 1950 au 17 janvier 1951.
Le Premier ministre du gouvernement est Urho Kekkonen.

## Composition
Le gouvernement est composé des ministres suivants:
| Ministre                                                                                             | Période                                                           | Parti         | Parti            |
| --- | ----------------------------------------------------------------- | ------------- | ---------------- |
| Premier ministre Urho Kekkonen                                                                       | 17.3.1950 - 17.1.1951                                             |               | Maalaisliitto    |
| Ministre des Affaires étrangères Åke Gartz                                                           | 17.3.1950 - 17.1.1951                                             |               | Ammattiministeri |
| Vice-ministre des Affaires étrangères Sakari Tuomioja                                                | 17.3.1950 - 17.1.1951                                             |               | Edistyspuolue    |
| Ministre de la Justice Heikki Kannisto                                                               | 17.3.1950 - 17.1.1951                                             |               | Edistyspuolue    |
| Ministre de l'Intérieur Urho Kekkonen                                                                | 17.3.1950 - 17.1.1951                                             |               | Maalaisliitto    |
| vice-ministre de l'Intérieur Lauri Riikonen Johannes Virolainen                                      | 17.3.1950 - 30.9.1950 30.9.1950 - 17.1.1951                       |               | Maalaisliitto    |
| Ministre de la Défense Kustaa Tiitu                                                                  | 17.3.1950 - 17.1.1951                                             |               | Maalaisliitto    |
| Ministre des Finances V. J. Sukselainen                                                              | 17.3.1950 - 17.1.1951                                             |               | Maalaisliitto    |
| Vice-ministre des Finances Nils Meinander                                                            | 17.3.1950 - 17.1.1951                                             |               | RKP              |
| Ministre de l'Éducation Lennart Heljas                                                               | 17.3.1950 - 17.1.1951                                             |               | Maalaisliitto    |
| Ministre de l'Agriculture Taavi Vilhula                                                              | 17.3.1950 - 17.1.1951                                             |               | Maalaisliitto    |
| Vice-ministre de l'Agriculture Eemil Luukka                                                          | 17.3.1950 - 17.1.1951                                             |               | Maalaisliitto    |
| Ministre des transports et des travaux publics Martti Miettunen                                      | 17.3.1950 - 17.1.1951                                             |               | Maalaisliitto    |
| Vice-ministre des transports et des travaux publics Kauno Kleemola Lauri Riikonen Vihtori Vesterinen | 17.3.1950 - 17.1.1951 24.3.1950 - 31.3.1950 31.3.1950 - 17.1.1951 |               | Maalaisliitto    |
| Ministre du commerce et de l'industrie Sakari Tuomioja Teuvo Aura                                    | 17.3.1950 - 30.9.1950 30.9.1950 - 17.1.1951                       |               | Edistyspuolue    |
| Ministre des Affaires sociales Ralf Törngren                                                         | 17.3.1950 - 17.1.1951                                             |               | RKP              |
| Vice-ministre des Affaires sociales Vihtori Vesterinen Kauno Kleemola Teuvo Aura                     | 17.3.1950 - 17.1.1951 24.3.1950 - 30.9.1950 30.9.1950 - 17.1.1951 |               | Maalaisliitto    |
| Vice-ministre des Affaires sociales Vihtori Vesterinen Kauno Kleemola Teuvo Aura                     | 17.3.1950 - 17.1.1951 24.3.1950 - 30.9.1950 30.9.1950 - 17.1.1951 | Maalaisliitto |                  |
| Vice-ministre des Affaires sociales Vihtori Vesterinen Kauno Kleemola Teuvo Aura                     | 17.3.1950 - 17.1.1951 24.3.1950 - 30.9.1950 30.9.1950 - 17.1.1951 | Edistyspuolue |                  |